# McCool Junction
McCool Junction ist ein Dorf (Village) im York County im Süden von Nebraska, Vereinigte Staaten. Das U.S. Census Bureau hat bei der Volkszählung 2020 eine Einwohnerzahl von 453 ermittelt.

## Geschichte
McCool Junction wurde 1886 als McCool gegründet, aber wegen des Winters wurde der Ort erst im Februar 1887 registriert, als die St. Joseph and Grand Island Railroad ihr Streckennetz hierher ausbaute. Benannt wurde es nach Daniel McCool, einem Manager der Eisenbahngesellschaft. Der erste Zug erreicht die Stadt am 3. Juni 1887. 1888 eröffnete das erst Postamt und im Süden der Stadt baute dieselbe Bahngesellschaft eine weitere Bahnlinie. Von dem Moment an wurde das Junction dem Ortsnamen hinzugefügt. Zu dieser Zeit erreichten den Ort drei Passagierzüge und wenigstens genauso viele Frachtzüge.
Heute ist von der Eisenbahn nur noch das alte Depot übrig, 1984 wurde die letzte Strecke abgebaut.

## Geografie
Der Ort liegt rund 11 Kilometer südlich von York. Die nächstgelegenen größeren Städte sind Grand Island (78 km westlich) und Lincoln (77 km östlich).

## Verkehr
Der Ort ist über den U.S. Highway 81 zu erreichen, der am westlichen Ortsrand vorbeiführt.
Der nächstgelegene Flugplatz ist der York Municipal Airport.